# Карначёнок, Николай Александрович
Николай Александрович Карначёнок (1922—1942) — участник Великой Отечественной войны, лейтенант, Герой Советского Союза (1942).

## Биография
Родился в деревне Борки 1-е ныне Шкловского района Могилёвской области.
После окончания Барковской начальной школы поступил в Старосельскую семилетнюю школу. В 1936 году семья переехала в Оршу.
Окончил аэроклуб в Орше и Одесскую военную авиационную школу лётчиков (1941).
В Красной Армии с 1940 года. В Великую Отечественную войну с 1941 года — воевал на Сталинградском и Юго-Западном фронтах. Командир авиационного истребительного звена. Член ВКП(б)/КПСС с 1942 года.
Выполнил свыше 360 боевых вылетов. Сбил 8 вражеских самолётов лично и 11 в группе.
Погиб в неравном бою 22 сентября 1942 года в районе посёлка Котлубань Дубовского района Сталинградской области.
Указом Президиума Верховного Совета СССР «О присвоении звания Героя Советского Союза начальствующему составу Красной Армии» от 23 ноября 1942 года за «образцовое выполнение боевых заданий командования на фронте борьбы с немецкими захватчиками и проявленные при этом отвагу и геройство» удостоен посмертно звания Героя Советского Союза.

## Память
На территории Оршанского мясоконсервного комбината установлен бюст Героя.
На родине в Шклове,  ежегодно проходит Республиканский турнир по вольной борьбе памяти Николая Карначёнка, на который съезжаются борцы со всей Беларуси и некоторых городов России.